# David Verdaguer
David Verdaguer (ur. 28 września 1983 w Malgrat de Mar) – hiszpański aktor i komik. Występuje w produkcjach filmowych, telewizyjnych i teatralnych. Laureat Nagrody Goya dla najlepszego aktora drugoplanowego w filmie Lato 1993 (2017).

## Filmografia
| Filmy fabularne | Filmy fabularne                                           | Filmy fabularne | Filmy fabularne           |
| Rok             | Tytuł                                                     | Rola            | Reżyser                   |
| --------------- | --------------------------------------------------------- | --------------- | ------------------------- |
| 2014            | 10 000 km                                                 | Sergi           | Carlos Marqués-Marcet     |
| 2015            | Jak być normalną (Requisitos para ser una persona normal) | Juan            | Leticia Dolera            |
| 2016            | 100 metrów                                                | Mario           | Marcel Barrena            |
| 2017            | Anchor and Hope                                           | Roger           | Carlos Marqués-Marcet     |
| 2017            | Lato 1993 (Estiu 1993)                                    | Esteve          | Carla Simón               |
| 2019            | Moja babcia jest lesbijką (Salir del ropero)              | Jorge           | Ángeles Reiné             |
| 2019            | Handlarze (Lo dejo cuando quiera)                         | Pedro           | Carlos Therón             |
| 2019            | Dni, które nadejdą (Els dies que vindran)                 | Lluis           | Carlos Marqués-Marcet     |
| 2020            | Jeden za wszystkich (Uno para todos)                      | Aleix           | David Ilundain            |
| 2020            | Były lokator (Hogar)                                      | Raul            | David Pastor, Àlex Pastor |
| 2022            | Reyes contra Santa                                        | Gaspar/Krampus  | Paco Caballero            |